# Teodoro Alves Pacheco
Teodoro Alves Pacheco (Teresina, 18 de julho de 1850 — 29 de novembro de 1891) foi um advogado, jornalista e político brasileiro.
Foi senador pelo Piauí, de 1890 a 1891, além de vice-presidente da província, de 1887 a 1889.